# Kalanchoe laciniata
Kalanchoe laciniata là một loài thực vật có hoa trong họ Crassulaceae. Loài này được (L.) DC. miêu tả khoa học đầu tiên năm 1802.